# Björn Rzoska
Björn Rzoska (Sint-Niklaas, 12 maggio 1973) è un politico belga fiammingo, membro del partito ecologico Groen, di cui ne è stato vicepresidente dal 2009 al 2013.
È deputato al Parlamento fiammingo dal 2013.

## Biografia

### Formazione e attività politica
Rzoska ha studiato storia all'Università di Gand. Nel 1998 ha pubblicato la sua tesi al Davidsfonds sotto il titolo Zij komen allen aan de beurt, de zwarten. Het kamp van Lokeren 1944-47. Dopo gli studi ha lavorato nel 1996-1997 come archivista dell'Archivio Nazionale di Beveren, dal 1997 al 1998 come dipendente del governo e collaboratore del ministro fiammingo Wivina Demeester. Poi dal 1998 al 2001 assistente di ricerca presso il dipartimento di storia dell'UFSIA, dal 2001 al 2003 direttore del Centro Culturale di Sint-Lievens-Houtem, dal 2003 al 2009 membro del personale presso il Centro Fiammingo per i Beni Culturali e dal 2005 al 2007 professore di riflessione culturale presso l'Accademia teatrale di Maastricht.
Dal 2007 è consigliere comunale di Lokeren. Dal 2009 al 2013 è stato vicepresidente del suo partito.
All'inizio di gennaio 2013 succedette a Filip Watteeuw come deputato fiammingo. Alle elezioni fiamminghe del 25 maggio 2014, è stato il candidato al secondo posto nel distretto elettorale delle Fiandre orientali, a cui è stato eletto. Dopo le elezioni, è stato nominato presidente del partito alla fine di giugno 2014.